# Drosophila flavicauda
Drosophila flavicauda – gatunek muchówki z rodziny wywilżnowatych.
Gatunek ten został opisany w 1991 roku przez Masanoriego J. Todę.
Muchówka o ciele długości od 1,92 do 2,84 mm. Głowa żółta z żółtawobrązowym nadustkiem, jasnoszarawożółtym trzecim członem czułków i o policzkach tak szerokich jak największa średnica oka. Na żółtym tułowiu szczecinki środkowe grzbietu ustawione w ośmiu rzędach. Barwa odnóży jasnożółta, przezmianek jasno szarawożółta, a skrzydła są przezroczyste z żółtymi żyłkami. U obu płci pierwszy tergit odwłoka jasnożółty. U samca tergity od drugiego do czwartego, a u samicy od drugiego do piątego jasnożółte z ciemnobrązową przepaską. Szósty tergit samca prawie całkiem czarny. Wszystkie sternity samicy jasnożółte, u samca zaś tylko pierwsze trzy, czwarty jest brązowawy, a piąty ciemnobrązowy. Samiec ma edeagus krótszy zarówno od tylnej paramery jak i od jej wyrostka nasadowego.
Owad znany wyłącznie z Mjanmy, z Rangunu oraz dystryktów Pyin U Lwin i Mandalaj.